# Choctaw
Choctaw (Chahtas),  su jedno od najslavnijih plemena američkih Indijanaca porodice Muskhogean u područjima sjevernoameričkog Jugoistoka na području  (Mississippija i susjedne Alabame. Prema starim predanjima nekad su činili jedan narod s Chickasaw Indijancima, od kojih su se odvojili u kraju poznatom kao Nanih Waiya. Danas žive u oklahomi i po rezervatima u Mississippiju, Alabami i Louisiani.

## Ime
Ime Choctaw nije točno razjašnjeno. U svakom slučaju ovo pleme vršilo je deformaciju lubanje pa su ih Chippewa Indijanci prozvali imenom  'Nabuggindebaig'  u značenju 'Pljosnata glava' ili Flat Heads. Naziv  'Flat Heads'  još je jedno ime zbog običaja koji su vršili nad malenom djecom, odnosno bebama. Postoji i mišljenje da je ta riječ došla iz španjolskoh  'chato' , isto u značenju flattened. Francuzi također imaju isti naziv za njih pa su ih prozvali imenom  Têtes Plates. Prema mitu Choctawi i Chickasawi su u prošlosti bili jedan narod koji su predvodila dva brata, zvali su se Chahta i Chikasa, oni su se podijelili na mjestu poznatom kao Nanih Waiya u Mississippiju, gdje se još nalazi veliki humak ili mound. Chahta je poveo grupu koja je postala poznata kao Choctaw a Chikasa narod Chickasaw (vidi mit Origins of the Choctaw People Retold from Old Legends[neaktivna poveznica]). Sličan naziv vođi imena Choctawa nalazimo i u imenu koji su im dali Biloxi, plemena što je živjelo više na jugu, a glasio je  'Tca-qtá aⁿ-ya-dí' , ili  'Tca-qtá haⁿ-ya' , a u svojim varijantama imaju ga i ostala bliže ili dalje susjedna plemena:  'Tá-qta' , kod Quapaw Indijanaca;  'Ani'-Tsa'ta'  kod plemena Cherokee;  'Tca-tá' , pleme Kansa;   'Tsah-tû'  Indijanci Muskogee ili Creek. 
Ostali nazivi manje su poznati. Adair ih naziva Pans falaya, ili "Long Hairs;"   'Henne'sh' , Indijanci Arapaho, i kod Indijanaca Cheyenne opisno ime Sanakíwa, u značenju "feathers sticking up above the ears," prema načinu nošenja ukrasnih pera.

## Podjela
Choctawi su se dijelili na 3 lokalne skupine, to su Western (Zapadni) ili Oklafalaya 'the long people,',  Northeastern Division (Sjeveroistočni) ili Ahepatokla (Oypatukla), 'potato-eating people,' i Jugoistoni ili Južni,  Oklahannali, 'Sixtowns,'

## Sela
- Ahepatokla: Alamucha, Athlepele, Boktokolo chito, Chichatalys, Chuka hullo, Chuka lusa, Cutha Aimethaw, Cuthi Uckehaca,East Abeka, Escooba, Hankha Ula, Holihta asha, Ibetap okla chito, Ibetap okla iskitini, Imoklasha iskitini, Itokchako, Kunshaktikpi, Lukfata, Oka Altakala, Osapa issa, Pachanucha, Skanapa, Yagna Shoogawa, Yanatoe i Yazoo iskitini.
- Oklafalaya: Abissa, Atlantchitou, Ayoutakale, Bok chito, Bokfalaia, Bokfoka, Boktokolo, Cabea Hoola, Chunky, Chunky chito, East Kunshak chito, Filitamon, Halunlawi asha, Hashuk chuka, Hashuk homa, Imoklasha, Iyanabi, Itichipota,Kafitalaia, Kashtasha, Konshak osapa, Koweh chito, Kushak, Kunshak bolukta, Kunshak chito, Lushapa, Oka Chippo, Oka Coopoly, Oka hullo, Oka Kapassa, Okalusa,  Okapoola, Okehanea tamaha, Oklabalbaha, Oklatanap, Oony, Osak talaia, Osapa chito, Otuk falaia, Pante, Shinuk Kaha, Shumotakali, Tiwaele, Tonicahaw, Utapacha, Watonlula, West Abeka, West Kunshak chito, Wiatakali ili Yazoo, or West Yazoo.
- Oklahannali: Bishkun, Bissasha, Boktoloksi, Chickasawhay, Chinakbi, Chiskilikbacha, Coatraw, Inkillis tamaha, Nashobawenya, Okatalaia, Oktak chito tamaha, Oskelagna, Puskustakali, Siniasha, Tala, Talahoka i Yowani.

## Povijest
Sredinom 18. stoljeća Choctawi žive u nekih 60 ili 70 sela duž rijeka Pearl, Chickasawhay i Pascagoula, a ima ih oko 20,000. Njihove kuće bile su kolibe od balvana ili kore, obljepljene blatom i prekrivene slamom. Bili su napredni farmeri u čemu su se isticali među Jugoistočnim Indijancima, a proizvodili su čak i viškove namijenjene trgovini. Kukuruz, grah i tikva, poznati među Indijancima kao 'tri sestre', bile su njihove glavne kulture. Uz ovo bavili su se i lovom i ribolovom. Jelen i medvjed bili su glavna i najvažnija lovina Choctawa. 
Dolaskom bijelih naseljenika Choctawi su na strani Francuza u borbi protiv Engleza i drugih indijanskih plemena. Nakon francuskog poraza u Francuskim i Indijanskim ratovima (1754-1763), Choctawi prepuštaju svoju zemlju SAD-u i prelaze rijeku Mississippi. U 19. stoljeću u Europi raste velika potražnja za pamukom, i pojačava se pritisak za akvizicijom čoktaske zemlje, pa oni 1820. prepuštaju 5,000,000 akara u zapadnom dijelu središnjeg Mississippija. Zajedno s Muskogeema, Cherokeeka, Chickasawima i dijelom Seminola protjerani su 1830.-tih na područje sadašnje Oklahome. Ovdje će naredne tri četvrtine stoljeća svako pleme imati vlastitu kvazi-autonomnu upravu nastalu po modelu na Sjedinjene Države. Prava su im dijelom skresana 1906. ali još postoji u ograničenom obliku. Kako se Indijanski Teritorij pripremao da 1907. postane država, zemlja je Indijancima dodiljena pojedinačno, a ostatak je otvoren za naseljavanje bijelih doseljenika. 
Bili su prvo od "Pet civiliziranih plemena" koji su preseljeni s jugoistoka SAD-a, jer su savezne i lokalne vlade željele indijanske zemlje za šireću anglo-zajednicu. Zajedno s plemenima Creek, Cherokee, Chickasaw i Seminole, Choctawi su pokušali obnoviti svoj tradicionalni način življenja i vladu u novoj domovini. Choctawi, koji su bili prisilno preseljeni na Indijanski teritorij (današnja Oklahoma) između 1831. i 1838., organizirali su se kao "Choctaw Nation of Oklahoma". Oni koji su potpisali član 14 Sporazum na Dancing Rabbit Creeku, kasnije su formirali "Mississippi Band of Choctaw Indians".
1831. su deseci tisuća Choctawa prešli put dug 800 kilometar u Oklahomu, pri čemu su brojni pomrli. Preseljavanja su trajala do početka 20. stoljeća. Ferguson tvrdi u "1903 MISS: Tristo mississippijskih Choctawa je bilo nagovoreno da se premjeste u "Narod" (u Oklahomu). Preseljavanja su bila poznata kao  'The Trail of Tears'  ili "Staza suza". Do početka 20. stoljeća, Choctawi su izgubili veći dio suvereniteta i plemenskih prava u pripremi Indijanskog teritorija, koji je postao država Oklahoma 1907.

## Etnografija
Kukturno područje Choctawa pripada Jugoistoku, s glavnom tamošnjom ceremonijom poznatoj kao busk ili Green Corn Dance. To je ples mladog zelenog kukuruza kojeg su Indijanci pripremali sredinom ljeta. Uz spomenutu deformaciju lubanje kod male muške djece, postojao je i običaj sakupljanja kostiju koji se priprema nekolio dana po smrti pokojnog, što su obavljali profesionalni sakupljači poznati kao  'bonepickers'  ili bone gatherers. Sakupljači su mogli biti i muškarci i žene, a nosili su duge nokte na prstima i na poseban način tetovirani. Svojim dugim noktima bonepicker od kostiju očisti sagnjilo meso. lubja će se obojati skerletnom bojom. Meso će ostat na postavljenoj platformi i zapaliti i odnest i zakopat, a kosti će prenesti u 'kolibu kostiju' podignutu na nosačima i opasanu palisadama.
- Vidi Burial Customs unique to Choctaws before 1800's  Arhivirana inačica izvorne stranice od 5. travnja 2008. (Wayback Machine)

Struktura društva
Organizacija Choctawa bila je po bratstvima ili fratrijama i klanovima. Svaka fratrija i po čettiri klana od kojih je svaka obuhvaćala bili su egzogamni i matrilinearni, odnosno ženidba unutar istih nije bila dozvoljena, a nasljeđivala se po majčinoj liniji. Nasljedstvo i položaj poglavice nasljedan je unutar roda. Srodni Chickasaw Indijanci organizirani su na isti način, po imenovanim fratrijama, ali su nazivi klanova kod njih drugačiji. Dvije čoktavske fratrije u Morganovo vrijeme bijahu:
- I. fratrija Ku-shap' Ok-la. Divided People ili podijeljeni narod s klanovima:

l. Kush-ik-sä (Reed; Trska). 2. Law-ok-lä. 3. Lu-lak Ik'-sä. 4. Lin-ok-lǔ'-shä.
- II. fratrija Wa-tăk-i Hǔ-lä'-tä (Beloved People; ili Voljeni narod), s klanovima:

1. Chu-fan-ik'-sä (Beloved People; Voljeni narod). 2. Is-kǔ-la-ni (Small People; Mali ljudi). 3. Chi'-to (Large People; Veliki ljudi). 4. Shak-chuk'-la (Cray Fish; Rak).

## Choctawi danas
Poznati su po nekoliko stvari.
U 19. stoljeću su bili poznati kao jedno od pet civiliziranih plemena (Five Civilized Tribes) jer su u prihvatili brojna kulturna i tehnološka dostignuća europskih doseljenika.
Zapamćeni su i po velikodušnosti, kada su dali humanitarnu pomoć za velike krumpirove gladi u Irskoj 1845. – 1849., dvadeset godina prije nego što je osnovan Crveni križ. Također su se uz još neka plemena (Komanči) proslavili i u svjetskim ratovima, zbog njihove uloge u postrojbama za vezu. Naime, njihov jezik je govorilo vrlo malo ljudi, tako da nije trebalo razvijati složeni kôdni sustav, a bio je jako teško razumljiv i nerazgovjetan slušateljima, tako da su neprijateljski dekoderi bili ostajali nemoćnima u pokušaju prevođenja njihovih poruka.
Danas su organizirani u dvije glavne odvojene skupine, to je pleme u Mississippiju (Mississippi Band of Choctaw Indians) i druga, narod, u Oklahomi (Choctaw Nation of Oklahoma). ostale skupine su u Louisiani: Jena Band of Choctaws, Clifton Choctaw Tribe i Choctaw-Apache Community of Ebarb; i u Alabami je pleme Mowa Band of Choctaw Indians.
Rana populacija (1700) iznosila je oko 19,000, no uz asimilaciju oklonih susjednih plemena, kao i velikog broja i crnaca i bijelaca, Choctawi 2000. broje oko 59,000 duša, od čega omo 40,000 u Oklahomi. Ostali su naseljeni po rezervatima drugih država, i to 6,000 u Alabami, 4,000 u Louisiani i 9,000 u Mississippiju.

## Poznate vođe Choctawa
- Tuscaloosa ("Tamni Ratnik") retaliated Hernando de Soto at the Battle of Mabilia.
- Pushmataha (Apushmataha) poglavica od 1764. do 1824. Pregovarač na sporazumima sa SAD-om i borio se na američkoj strani u ratu 1812. Pokopan na Kongresnom groblju u Washingtonu
- Greenwood LeFlore, prvi glavni poglavica naroda Choctawa
- George W. Harkins, poglavica za vrijeme preseljenja, autora "Pozdravnog pisma američkom narodu"
- Mosholatubbee, još jedan od poglavica za doba preseljenja
- Hat-choo-tuck-nee ("Kornjača koja grize") (Peter Perkins Pitchlynn) je bio utjecajnim vođom za vrijeme doba preseljenja i kasnije
- Tulli jedan od najvećih igrača stickballa
- Joseph Oklahombi, šifrant iz prvog svjetskog rata i ratni heroj.[1]
- Muriel Wright, povjesničar i pisac
- Phillip Martin (vidi  Arhivirana inačica izvorne stranice od 11. studenoga 2007. (Wayback Machine)), poglavica mississipijske bande Choctawa od 1979. do 2007. Poticao vanjska ulaganja i smanjio je nezaposlenost na skoro 0% u rezervatu

## Poznate osobe choctawskog podrijetla
- Jessica Biel
- Billy Bob Thornton [2]

## Vanjske poveznice
- Mississippi Band of Choctaw Indians (official site)
- Choctaw Nation of Oklahoma (official site)
- Jena Band of Choctaw Indians (official site)
- Mowa Choctaw